# Lissochlora resurgens
Lissochlora resurgens là một loài bướm đêm trong họ Geometridae.